# Alfredo Copello

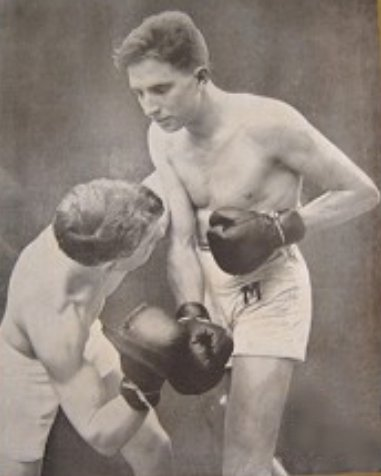
Alfredo Copello em 1922

Alfredo Copello (nascido em 1903, e data de morte desconhecida) foi um pugilista (boxeador) profissional argentino que competiu nos anos vinte do Século XX. Venceu a medalha de prata em Boxe nos Jogos Olímpicos de Verão de 1924, perdendo com o dinamarquês Hans Jacob Nielsen.